# Tim Howar

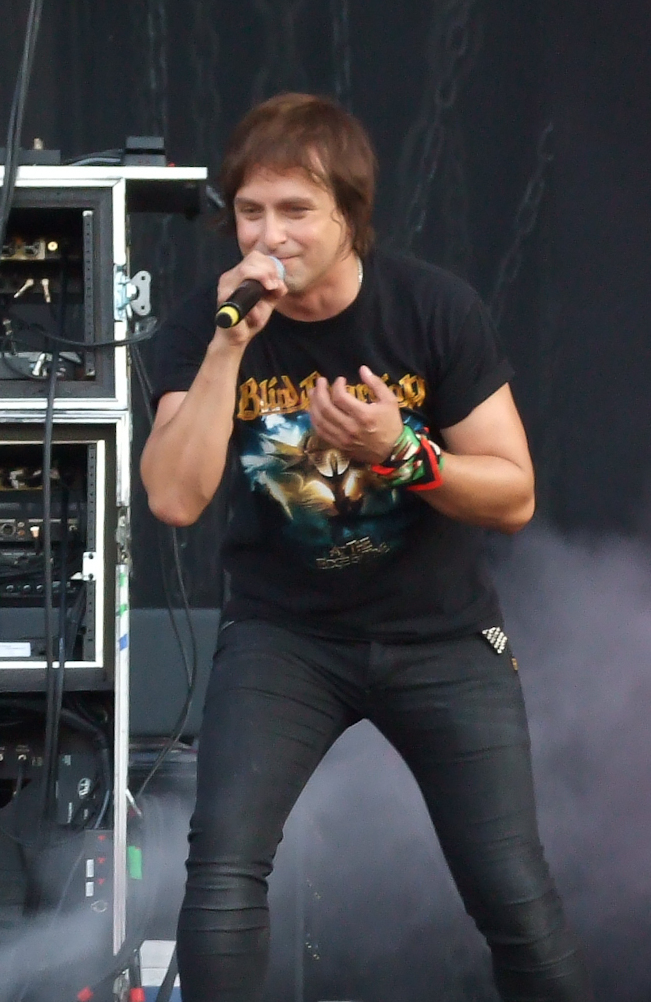
Tim Howar (2011)

Tim Howar (* 24. November 1969 in Spirit River, Alberta) ist ein kanadischer Schauspieler, Sänger und Tänzer. Zusammen mit Andrew Roachford ist er seit 2010 Sänger bei Mike + the Mechanics.

## Privatleben
Howar heiratete 2004 die britische Musicaldarstellerin Ruthie Henshal. Aus der Ehe gingen zwei Töchter hervor. Sie ließen sich 2010 wieder scheiden. Howar heiratete 2016 die Musicaldirektorin Jodie Oliver.

## Filmografie
- 1996: F/X (Fernsehserie)
- 2006: Bob der Baumeister (Stimme; Special Bob the Builder: Built to Be Wild; Gastauftritt)
- 2008: Liebe auf den zweiten Blick (Last Chance Harvey)
- 2009: Doctor Who: Dreamland (Stimme; sechsteilige animierte Fernsehserie um David Tennants 10. Doctor; Rolle: Companion, neben Georgia Moffett)
- 2011: Tati’s Hotel
- 2015: Guitar Hero Live (Videospiel; Stimme)
- 2016: Battlefield 1 (Videospiel; Stimme)
- 2024: Outcast – A New Beginning (Videospiel; Stimme)